# Pont General Manuel Belgrano
Le pont General Manuel Belgrano en Argentine est une voie routière empruntée par la route nationale 16 reliant les villes de Corrientes (capitale de la province de Corrientes, en Mésopotamie) et de Resistencia (capitale de la province du Chaco).

## Géographie
Le pont relie la RN 12 de Corrientes avec la RN 11 via la RN 16 et franchit le fleuve Paraná, à une quarantaine de kilomètres en aval du confluent de ce dernier avec le Río Paraguay. Il fut inauguré le 10 mai 1973.

## Caractéristiques
Le pont mesure 1 700 m de long et son tablier se situe à 35 mètres au-dessus du niveau du fleuve. Il possède deux tours principales en forme de « A » qui n'ont pas moins de 83 mètres de hauteur. La route est large de 8,3 mètres et a deux voies, plus deux voies pédestres latérales, chacune de 1,8 mètre de large.

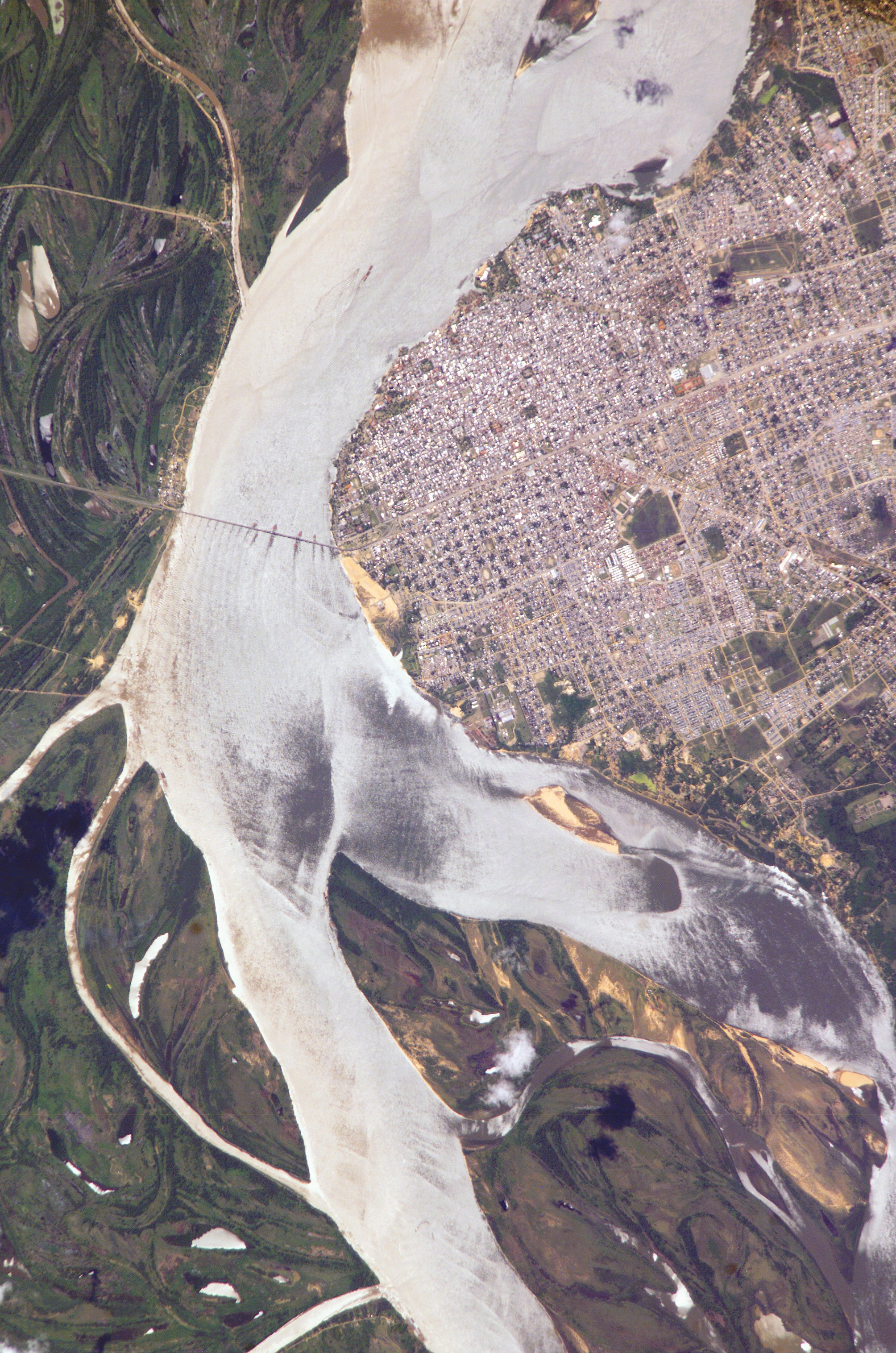
Vue du pont prise par satellite. La situation de la ville de Corrientes, directement en bordure du fleuve, apparait clairement